# Municipio de Tingsryd
El municipio de Tingsryd (en sueco: Tingsryds kommun) es un municipio en la provincia de Kronoberg, al sur de Suecia. Su sede se encuentra en la localidad de Tingsryd. El municipio actual fue creado en 1971 cuando la ciudad de mercado (köping) de Tingsryd (instituida en 1921) se fusionó con las entidades circundantes.

## Geografía
El municipio de Tingsryd se encuentra en una zona forestal tradicional del centro de Suecia, con algunas áreas agrícolas, y la geografía también está ocupada por varios lagos pequeños. Gran parte de la población (38% estimada) del municipio todavía vive en áreas rurales, el resto vive en pueblos pequeños casi igualmente poblados, sin ninguna ciudad central densamente poblada.
El cráter Mien, resultado del impacto de un meteorito hace unos 120 millones de años, se encuentra 11 km al suroeste de Tingsryd.

## Localidades
Hay 8 áreas urbanas (tätort) en el municipio:
| # | Tätort     | Población |
| - | ---------- | --------- |
| 1 | Tingsryd   | 3,023     |
| 2 | Ryd        | 1,446     |
| 3 | Väckelsång | 979       |
| 4 | Urshult    | 813       |
| 5 | Linneryd   | 541       |
| 6 | Konga      | 508       |
| 7 | Rävemåla   | 323       |
| 8 | Fridafors  | 296       |